# Cathedral of the Immaculate Conception (Tyler)

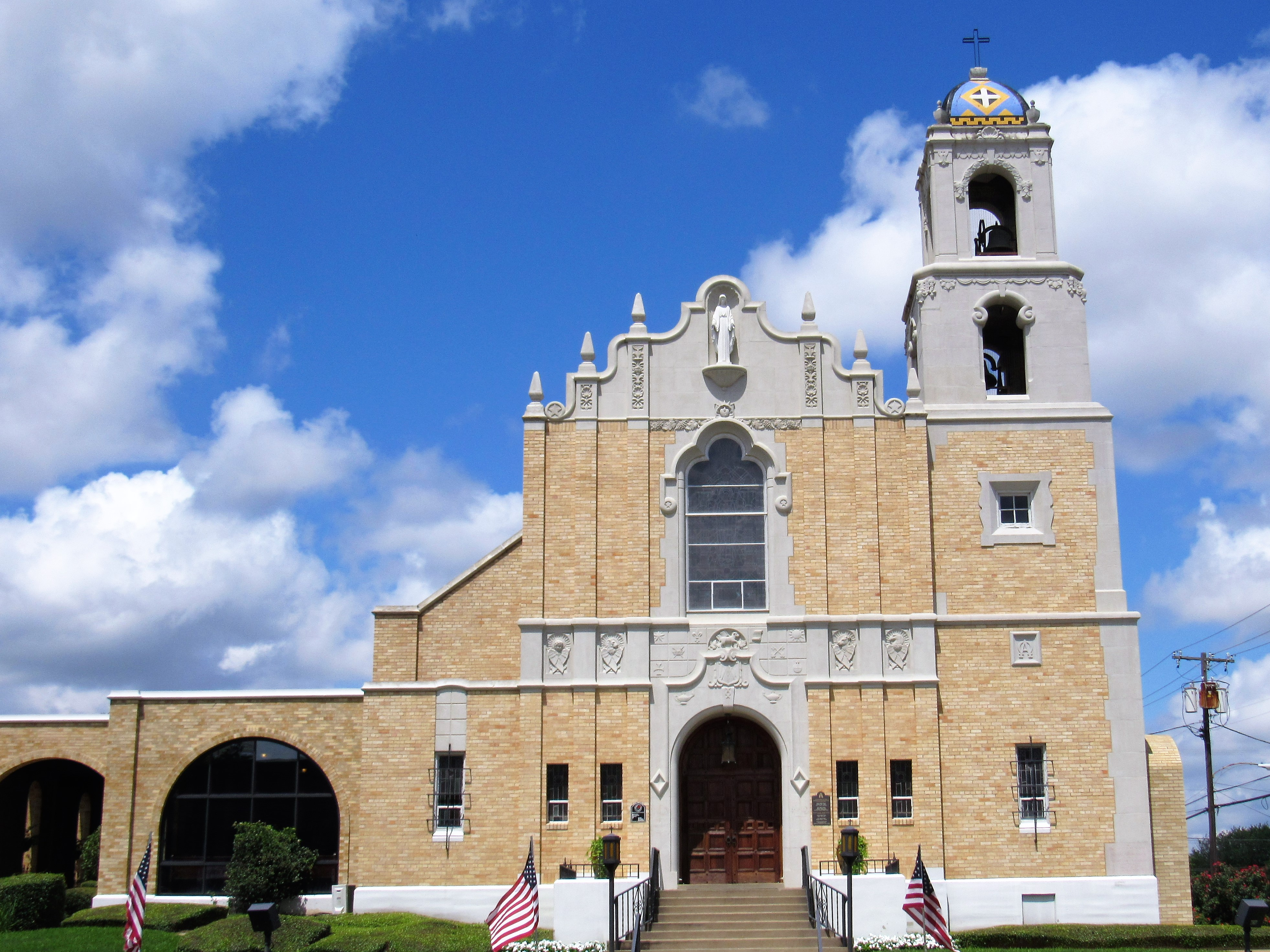
Kathedrale von Tyler

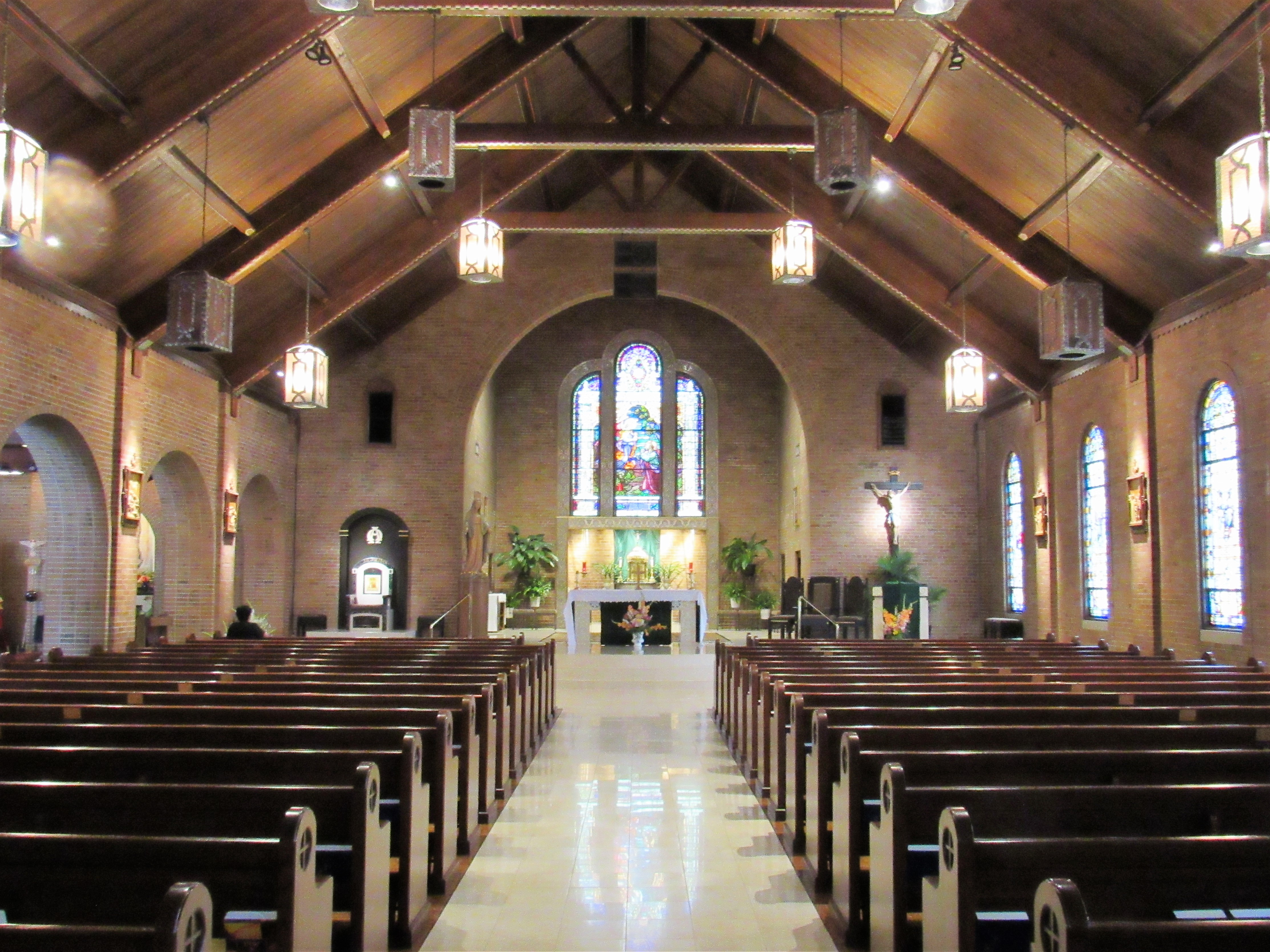
Innenraum der Kathedrale

Die Cathedral of the Immaculate Conception ist eine römisch-katholische Bischofskirche in der texanischen Stadt Tyler mit dem Patrozinium der Unbefleckten Empfängnis Mariens. Sie wurde 1934 im Spanischen Kolonialstil errichtet. Seit 1987 ist sie Bischofssitz des neu errichteten Bistums Tyler.

## Geschichte
Als nach kontinuierlichem Wachstum der katholischen Gemeinde der Stadt das ursprüngliche Kirchengebäude – ein in einfacher Holzrahmenbauweise errichteter Bau – zu klein geworden war, entstand 1934 einige Blocks weiter südlich in heute städtebaulich markanter Lage an der Kreuzung der South Broadway Avenue mit der West Front Street der heute vorhandene Kirchenbau als zweites Gotteshaus der Gemeinde.
Im Rahmen der Feiern zum 100-jährigen Bestehen der Pfarrei im Jahr 1978 wurden an der Ausstattung der Kirche Modifikationen vorgenommen, um der geänderten Liturgie Rechnung zu tragen. Aus dieser Zeit stammt auch ein neu errichteter Bogengang, der die für den Bau typischen Rundbögen der Fassade und der Kirchenfenster wiederholt.
Nach Errichtung des Bistums Tyler aus Gebieten der Bistümer Beaumont, Dallas und Galveston-Houston am 12. Dezember 1986 wurde die Kirche 1987 zur Kathedrale erhoben.
Am 21. November 1989 wurde sie zur Tyler Historic Landmark erklärt.